# Лапенмаль, Элис
Элис Лапенмаль (англ. Elis Lapenmal; 6 сентября 1987, Малекула) — вануатская легкоатлетка, специалистка по бегу на короткие дистанции. Выступала за национальную сборную Вануату по лёгкой атлетике во второй половине 2000-х годов, бронзовая призёрка чемпионата Меланезии, участница двух легкоатлетических чемпионатов мира и летних Олимпийских игр в Пекине.

## Биография
Элис Лапенмаль родилась 6 сентября 1987 года на острове Малекула, Вануату.
В 2007 году вошла в основной состав национальной сборной Вануату и побывала на чемпионате мира в Осаке, где преодолела стометровую дистанцию за 13,10 секунды, установив тем самым личный рекорд в данной дисциплине. Также в этом сезоне завоевала бронзовую медаль в беге на 200 метров на чемпионате Меланезии по лёгкой атлетике в австралийском Кэрнсе, уступив только новозеландке Ане Смайт и представительнице Северного Квинсленда Мелиссе Джонсон.
Благодаря череде удачных выступлений Лапенмаль удостоилась права защищать честь Вануату на летних Олимпийских играх 2008 года в Пекине — попала в состав участников Игр, получив «уайлд-кард» как представительница страны со слаборазвитой спортивной инфраструктурой. Незадолго до начала соревнований британская газета The Guardian назвала её вместе с палестинским пловцом Хамзой Абду главным аутсайдером Игр, проведя параллель с Эриком Муссамбани, малоопытным пловцом, который в своё время показал худший результат в истории Олимпиад. Лапенмаль стартовала в женском забеге на 100 метров — на предварительном этапе заняла восьмое место, обогнав только бегунью из Мавритании и показав время 13,31 секунды — таким образом не смогла квалифицироваться во второй раунд и сразу же выбыла из борьбы за медали.
После пекинской Олимпиады Элис Лапенмаль ещё в течение некоторого времени оставалась в основном составе легкоатлетической команды Вануату и продолжала принимать участие в крупнейших международных соревнованиях. Так, в 2009 году она выступила на мировом первенстве в Берлине, где пробежала 100 метров за 13,11 секунды и в итоговом протоколе соревнований расположилась на 51 строке.